# 長身
| ウィキペディアには「長身」という見出しの百科事典記事はありません（タイトルに「長身」を含むページの一覧/「長身」で始まるページの一覧）。 代わりにウィクショナリーのページ「長身」が役に立つかもしれません。 |